# Andi nyelv
Az andi nyelv (andiul: къӀаваннаб мицӀцӀи) egy északkelet-kaukázusi nyelv, melyet 21.150 fő beszél főleg Oroszországon belül Dagesztánban.

## Földrajzi elhelyezkedés
Az andi nyelvet legfőképpen az Andi Kojszu folyó mentén beszélik 9 faluban. E kilenc falu: Andi, Gunha, Gagatl, Rikvani, Csahno (Chakhno), Zilo, Munib és Kvanhidatl. 

## Nyelvjárások
Az andi nyelvnek kettő nyelvjárása van, melyeket tovább lehet bontani településenként. 
- andi
  - alsó andi
    - kvanhidatl
    - munib

  - felső andi
    - andi (falu)
    - Asal (Ashali)
    - Csanho (Chanxo)
    - Gagatl
    - Gunho
    - Rikvani
    - Zilo

## Hangtan

### Mássalhangzók
|               |               | Labiális | Dentális | Dentális | Palatális | Palatális | Veláris | Veláris | Uvuláris | Uvuláris | Faringális / Glottális |
| ------------- | ------------- | -------- | -------- | -------- | --------- | --------- | ------- | ------- | -------- | -------- | ---------------------- |
| lenis         | fortis        | Labiális | lenis    | fortis   | lenis     | fortis    | lenis   | fortis  |          |          | Faringális / Glottális |
| Nazálisok     | Nazálisok     | m        | n        |          |           |           |         |         |          |          |                        |
| Plozívák      | zöngétlen     | p        | t        |          |           |           | k       | kː      |          |          | ʔ                      |
| Plozívák      | zöngés        | b        | d        |          |           |           | ɡ       |         |          |          |                        |
| Plozívák      | ejektív       | pʼ       | tʼ       |          |           |           | kʼ      | kːʼ     |          |          |                        |
| Affrikáták    | zöngétlen     |          | tsː      |          | tʃ        | tʃː       |         |         | qχ       |          |                        |
| Affrikáták    | zöngés        |          |          |          | dʒ        |           |         |         |          |          |                        |
| Affrikáták    | ejektív       |          | tsʼ      | tsːʼ     | tʃʼ       | tʃːʼ      |         |         | qχʼ      | qχːʼ     |                        |
| Frikatívok    | zöngétlen     |          | s        | sː       | ʃ         | ʃː        | x       |         | χ        | χː       | h                      |
| Frikatívok    | zöngés        | v        | z        |          | ʒ         |           |         |         | ʁ        |          | (ʕ)                    |
| Laterálisok   | folyékony     |          | ɬ        |          |           |           |         |         |          |          |                        |
| Laterálisok   | affricate     |          | tɬː      | tɬːʼ     |           |           |         |         |          |          |                        |
| Vibránsok     | Vibránsok     |          | r        |          |           |           |         |         |          |          |                        |
| Approximánsok | Approximánsok |          | l        |          | j         |           |         |         |          |          |                        |

### Magánhangzók
|         | elülső | hátsó |
| ------- | ------ | ----- |
| zárt    | i      | u     |
| középső | e      | o     |
| nyitott | a      | a     |

## Példa szavak
| magyar    | andi               |
| --------- | ------------------ |
| én        | дин (m.), ден (f.) |
| te        | мин (m.), мен (f.) |
| egy       | себ                |
| kettő     | кӏеда              |
| három     | лъобгу             |
| négy      | богъгъогу          |
| öt        | инщдугу            |
| víz       | лълъен             |
| fa        | реша               |
| kutya     | хвой               |
| nap (24h) | зубу               |
| éj        | релъо              |
| hús       | рикьи              |
| ember     | инсан              |